# Giáo hội Phật giáo Việt Nam Thống nhất
Giáo hội Phật giáo Việt Nam Thống nhất (viết tắt là GHPGVNTN), thành lập vào tháng 1 năm 1964, là một trong những tổ chức Phật giáo tại Việt Nam, từng được nhà nước Việt Nam công nhận, cho phép hoạt động thông qua Đại hội kỳ VII GHPGVNTN tại Ấn Quang vào năm 1977. Ngày 7 tháng 11 năm 1981, một tổ chức khác là Giáo hội Phật giáo Việt Nam được thành lập, từ đó về sau truyền thông tuyên bố phủ nhận tính hợp pháp của GHPGVNTN, mặc dù không cung cấp văn bản chính thức của chính phủ. Hiện nay, tổ chức này tuyên bố họ là “tiếng nói đối lập duy nhất tại Việt Nam để đòi hỏi nhân quyền, tự do dân chủ”, và lập trường của tổ chức này là không chấp nhận chế độ chính trị của Đảng Cộng sản Việt Nam

## Mục đích tôn chỉ
Tổ chức đặt sự tồn tại của mình trong sự tồn tại của nhân loại và dân tộc. Quan niệm thống nhất Phật giáo Việt Nam để thực hiện theo chủ trương điều hợp, nghĩa là giáo lý, giới luật và nếp sống của hai tông phái cũng như của hai giới Tăng sĩ và Cư sĩ phải nỗ lực phát triển trong sự kết hợp có chỉ đạo. Chính đó là sắc thái đặc biệt của nền Phật giáo thống nhất tại Việt Nam.
Tổ chức không phải là một hiệp hội thế tục, do đó không tự đặt mình dưới sự chỉ đạo của bất cứ quyền lực thế tục, không là công cụ bảo vệ sự tồn tại của bất cứ xu hướng chính trị, của bất cứ tổ chức thế tục nào; không hành đạo, hoằng đạo theo bất cứ định hướng ý thức hệ nào; duy chỉ một định hướng duy nhất: Thập phương Bạc-già-phạm nhất lộ Niết-bàn môn; một cứu cánh duy nhất là giải thoát.

## Lịch sử thành lập
Phật giáo là tôn giáo chiếm đa số ở Việt Nam, là bản sắc dân tộc trong nhiều thế kỷ, họ đoàn kết chặt chẽ trong cuộc đấu tranh giành độc lập cho Việt Nam trong thế kỷ XX.
Giáo hội Phật Giáo Việt Nam Thống Nhất hình thành trong cuộc đấu tranh đòi bình đẳng tôn giáo năm 1963 dưới thời Đệ Nhất Cộng hòa ở Việt Nam Cộng hòa, khi các tổ chức Phật giáo ở Huế lên tiếng phản đối chủ nghĩa thiên vị của chính phủ Ngô Đình Diệm, Phật giáo Việt Nam khiến thế giới chú ý khi trở thành chất xúc tác cho các cuộc biểu tình rầm rộ trên đường phố Sài Gòn, Huế và Đà Nẵng nhằm kêu gọi bình đẳng tôn giáo. Tổng thống Diệm và gia đình đã thẳng tay đàn đàn áp có hệ thống Phật giáo Việt Nam trong nhiều năm nhằm bảo trợ và ưu ái cho thiểu số Công giáo ở Việt Nam thông qua đạo dụ số 10 có từ thời Pháp thuộc.
Đỉnh điểm xảy ra khi Sự kiện Phật Đản năm 1963, Phật tử ở Huế công khai trương cờ Phật giáo ngày 8 tháng 5 bất chấp lệnh "cấm treo cờ" là ngòi thuốc nổ cho một chuỗi xung đột liên tục giữa chính quyền và các đoàn thể Phật giáo. Nhiều vụ vây chùa và bắt bớ tăng ni xảy ra trong cơn "Pháp nạn". Đến ngày 11 tháng 6 Hòa thượng Thích Quảng Đức tự thiêu tại Sài Gòn để phản đối chính sách bất bình đẳng của chính phủ. Sự kiện này gây chấn động khắp trong và ngoài nước khiến chính phủ Ngô Đình Diệm bị mất tín nhiệm cùng với các yếu tố khác, đã khiến chính phủ Hoa Kỳ không còn ủng hộ đối với chính phủ Diệm.
Trong giai đoạn này Giáo hội Phật giáo Việt Nam Thống nhất chính thức khai sinh tháng 1 năm 1964 nhằm quy tụ các hội đoàn, tông phái Phật giáo về một mối. Tổ chức quy mô toàn quốc duy nhất trước năm 1964 là Tổng hội Phật giáo Việt Nam thành lập từ năm 1951 gồm các thành phần Phật giáo Đại thừa khắp ba miền Nam, Trung, Bắc nhưng việc điều hành Tổng hội vẫn yếu.
Phật giáo Nam tông có tổ chức riêng với tên Giáo hội Phật giáo Nguyên thủy, trụ sở ở chùa Kỳ Viên, Sài Gòn. Cuộc chính biến thúc bách các tổ chức Phật giáo miền Nam và miền Trung thuộc Phật giáo Đại thừa (Bắc tông) lẫn Phật giáo nguyên thủy (Nam tông) đoàn kết gia nhập dưới một hiến chương thành một giáo hội, lấy tên là Giáo hội Phật giáo Việt Nam Thống nhất. Cuộc họp bắt đầu từ ngày 31 Tháng Chạp năm 1963 tại chùa Xá Lợi, Sài Gòn với:
1. Ủy ban Liên phái Phật giáo: Thượng tọa Thích Tâm Châu
2. Giáo hội Tăng già Bắc Việt: Thượng tọa Thích Tâm Giác
3. Thiền tịnh Ðạo tràng: Thượng tọa Thích Minh Trực
4. Giáo hội Nguyên thủy Việt Nam: Thượng tọa Thích Pháp Tri
5. Giáo hội Theravada: Lục cả Lâm Em
6. Giáo hội Tăng già Bắc Việt tại miền Nam: Thượng tọa Thích Thanh Thái
7. Giáo hội Tăng già Trung phần: Thượng tọa Thích Huyền Quang
8. Giáo hội Tăng già Nam Việt: Thượng tọa Thích Thiện Hoa
9. Hội Phật học Nam Việt: Cư sỹ Chánh Trí - Mai Thọ Truyền
10. Hội Phật giáo Nguyên thủy: Cư sỹ Nguyễn Văn Hiếu
11. Hội Phật giáo Trung phần: Thượng tọa Thích Trí Quang
12. Hội Việt Nam Phật giáo: Cư sỹ Vũ Bảo Vinh
13. Ðại diện Phật tử Theravada: Cư sỹ Sơn Thái Nguyên

Hòa thượng Thích Tịnh Khiết được suy tôn làm Tăng thống. Thượng tọa Thích Tâm Châu được bầu vào chức vụ Viện trưởng Viện Hóa đạo và Thượng tọa Thích Trí Quang giữ chức Tổng Thư ký Viện Tăng thống. Chùa Ấn Quang tại Sài Gòn được chọn làm trụ sở sinh hoạt của Giáo hội.
Vì quan điểm trung lập chính trị, kêu gọi tái lập hòa bình tại Việt Nam, Giáo hội tuy được hoạt động đã gặp nhiều khó khăn với các chính phủ quân sự của tướng Nguyễn Khánh rồi Nguyễn Cao Kỳ trong những năm 1964-1967 và cả sau năm 1968 khi chiến tranh leo thang. Dù trong hoàn cảnh sôi động đó Giáo hội vẫn hoạt động mạnh trong cả hai lãnh vực Phật sự lẫn xã hội.

## Thời kỳ 1964-1975

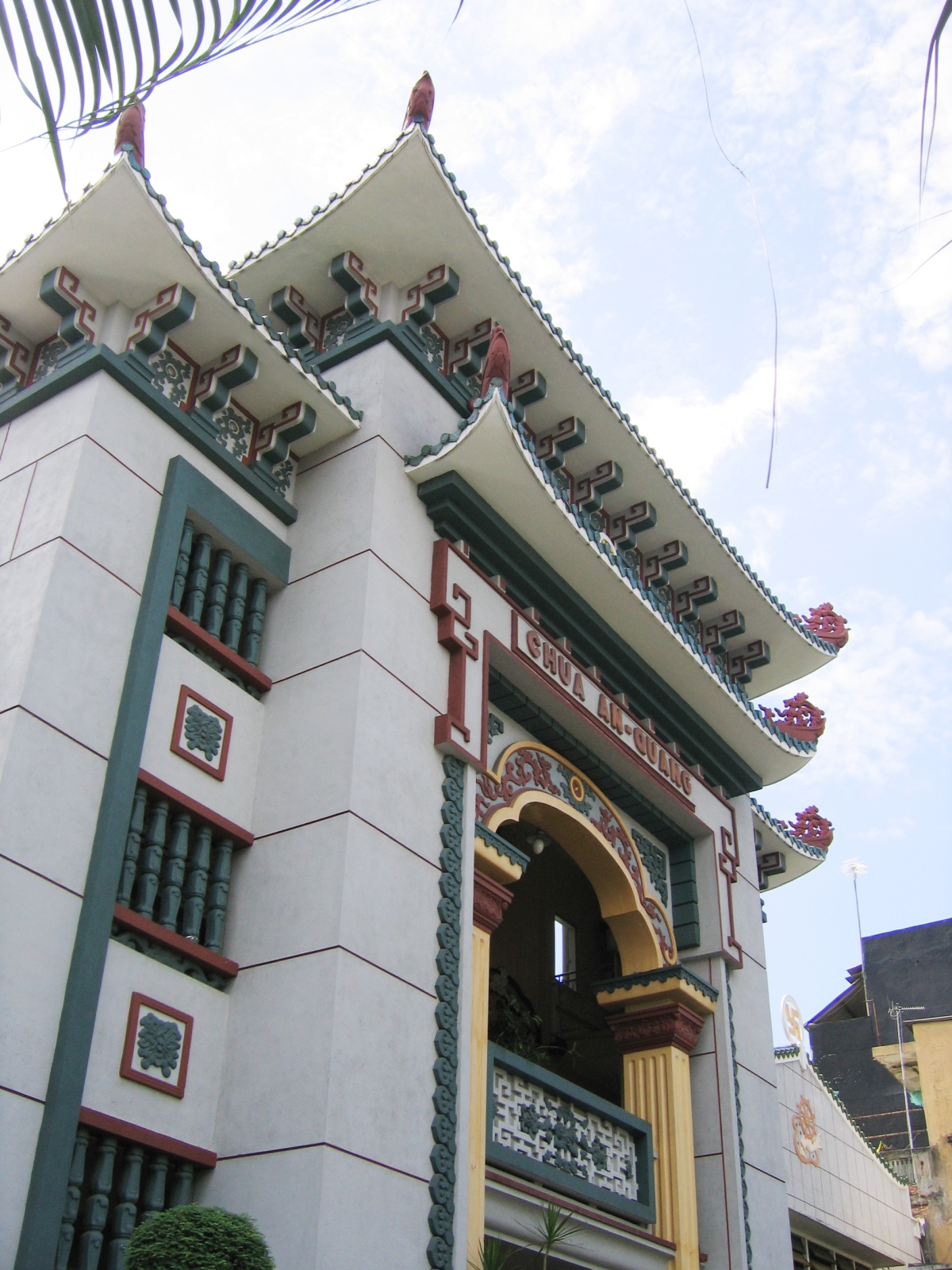
Chùa Ấn Quang, trụ sở của Giáo hội Phật giáo Việt Nam Thống nhất trước năm 1975

Sinh hoạt dân sự của Giáo hội là một bước tiến lớn trong việc hiện đại hóa Phật giáo Việt Nam trong tinh thần nhập thế.
Viện Cao đẳng Phật học, Trường Thanh niên Phụng sự Xã hội, tuần báo Hải triều âm (1964), tuần báo Chánh Đạo (1964-69), tuần báo Thiện mỹ, Viện Hóa đạo xuất bản báo nguyệt san Từ Quang. Giáo hội thì có tờ nhật báo Chánh Đạo (1964-1969) làm cơ quan ngôn luận bán chính thức. Nguyên thủy đây là tuần báo Hải triều âm. Sau tờ Chánh Đạo bị đình bản thì có tuần báo Thiện Mỹ và nhật báo Gió Nam. Viện Đại học Vạn Hạnh xuất bản báo Tư Tưởng và Nhà xuất bản Lá Bối cùng những trường trung tiểu học, cô nhi viện, ký nhi viện, bệnh xá, chẩn y viện và các tổ chức thanh thiếu niên Phật giáo là thành quả lớn của Giáo hội.
Tổ chức Gia đình Phật tử được đặt dưới quyền điều hành của Tổng vụ Thanh niên thuộc Viện Hóa đạo. Giáo hội cũng điều hành hệ thống tư thục trung tiểu học ở nhiều tỉnh thành miền Nam Việt Nam dưới tên Trường Bồ đề thuộc Giáo dục vụ của Giáo hội. Giáo hội cũng gửi đơn lên chính phủ cho thành lập, lần đầu tiên trong lịch sử Việt Nam, Nha Tuyên úy Phật giáo để song hành với Nha Tuyên úy Công giáo trong Quân lực Việt Nam Cộng hòa. Thỉnh nguyện này được chấp thuận và thi hành.
Năm 1971, Giáo hội lập thêm phân bộ hải ngoại với trụ sở đặt tại Paris, Pháp.

### Phân hóa
Ngay từ giữa thập niên 1960 Giáo hội đã có sự rạn nứt trong giới lãnh đạo. Hàng giáo phẩm ngả thành hai khối: "khối Ấn Quang" (gồm ba đoàn thể) và "khối Việt Nam Quốc tự" (có tám đoàn thể). Khối Ấn Quang (do Thượng tọa Thích Trí Quang và Đại đức Thích Nhất Hạnh lãnh đạo) có khuynh hướng thiên tả nên bị chính quyền Việt Nam Cộng hòa ra sắc luật 23/67 ngày 18 tháng 7 năm 1967 công nhận khối Việt Nam Quốc Tự thay vì khối Ấn Quang. Khối Ấn Quang từ đó hoạt động quyết liệt hơn trong việc ủng hộ Mặt trận Dân tộc Giải phóng Miền Nam. Khối Việt Nam Quốc Tự do Hòa thượng Thích Tâm Châu chủ trương thì chọn đường lối đấu tranh ôn hòa hơn.

## Thời kỳ 1975-1982

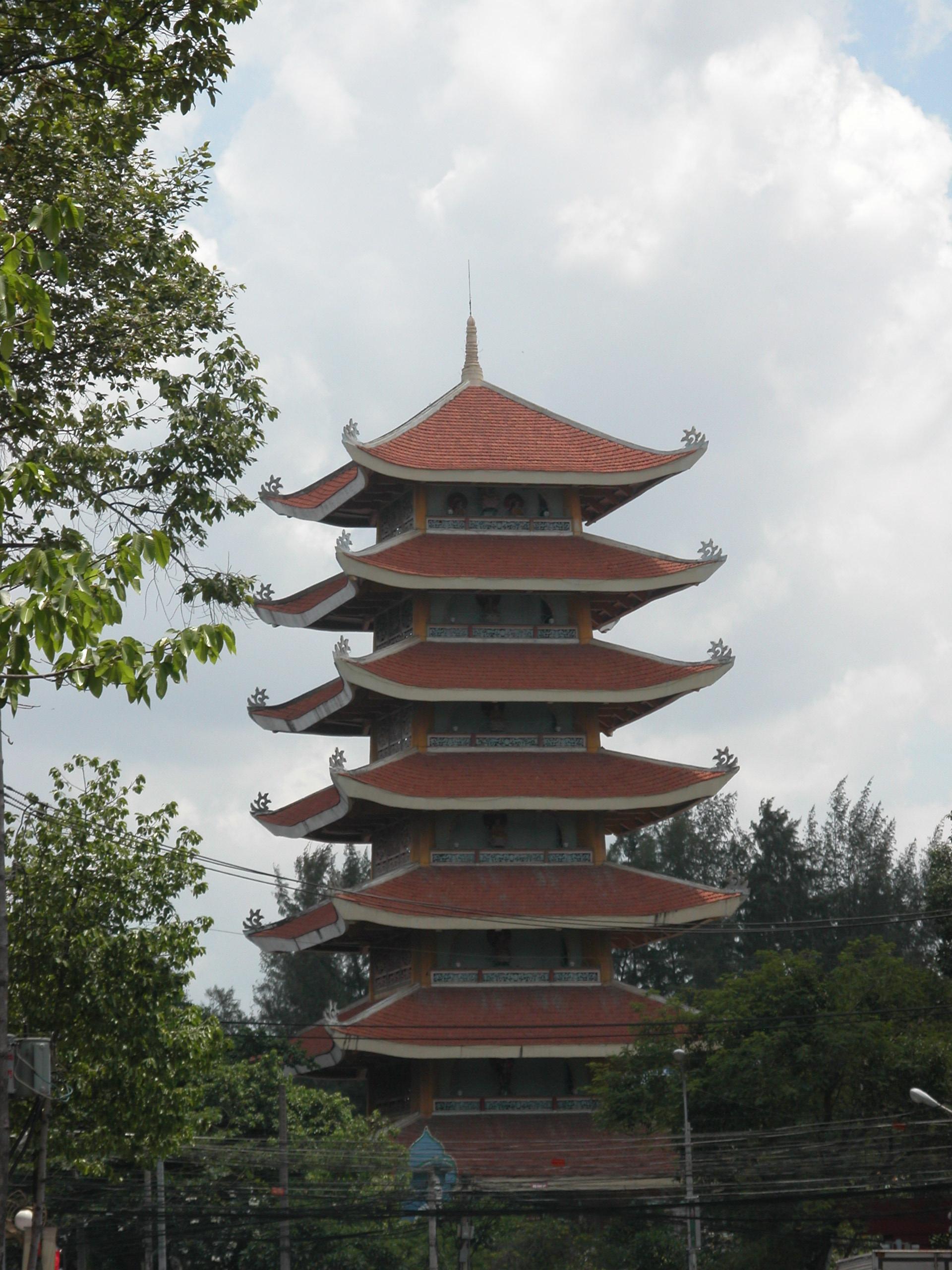
Ngọn tháp của Việt Nam Quốc Tự, một trụ sở quan trọng của Giáo hội Phật giáo Việt Nam Thống nhất trước năm 1975

Sau sự kiện 30 tháng 4 năm 1975, Giáo hội bị chính quyền Cộng hòa Miền Nam Việt Nam tịch thu các cơ sở. Khối Ấn Quang mặc dù đã ủng hộ Mặt trận Giải phóng cũng không được chính quyền mới chiếu cố.
Ngay từ cuối năm 1975 đã có những đụng độ giữa Giáo hội và chính quyền. Mười hai Phật tử và tăng ni đã tự thiêu ở chùa Dược Sư, Cần Thơ để phản đối lệnh cấm treo cờ Phật giáo cùng những điều lệ bó buộc khác. Đại đức Thích Huệ Hiền để lại chúc thư yêu sách chính quyền Cách mạng thực hiện nhân quyền, tự do tôn giáo, chấm dứt đàn áp GHPGVNTN.
Tháng 3 năm 1977 khi nhà nước Cộng hòa Xã hội Chủ nghĩa Việt Nam trưng dụng Cô nhi viện Quách Thị Trang, Giáo hội Phật giáo Việt Nam Thống nhất phản kháng mạnh mẽ kêu gọi Phật tử xuống đường phản đối. Viện Đại học Vạn Hạnh bị nhà nước buộc phải đóng cửa. Nhà xuất bản Lá Bối cũng phải ngưng hoạt động. Ban lãnh đạo Giáo hội có gửi thư đòi thực thi tự do tôn giáo thì chính phủ phản ứng với lệnh bắt giam sáu thành viên lãnh đạo, trong đó có Hòa thượng Thích Huyền Quang, Thích Quảng Độ và Thích Thiện Minh. Thượng tọa Thích Thiện Minh sau đó đã chết trong trại giam, thượng tọa Thích Quảng Độ cho là ông đã bị đánh chết trong tù. Để phản đối hành động áp bức này Hòa thượng Thích Đôn Hậu tuyên bố rút ra khỏi Mặt trận Tổ quốc và từ chức đại biểu Quốc hội. Ngày 16 tháng 4 năm 1977, Ủy ban nhân dân thành phố Hồ Chí Minh ra Thông báo kêu gọi Phật tử thành phố đấu tranh chống lại GHPGVNTN. Thông báo còn hăm doạ ra tay đàn áp.
Năm 1981, nhằm thống nhất các hệ phái Phật giáo, sau ba năm vận động chính phủ cho thành lập một tổ chức mới mang tên Giáo hội Phật giáo Việt Nam (GHPGVN) làm tổ chức duy nhất đại diện Phật giáo toàn quốc. Hàng ngũ giáo phẩm thiên tả trong Giáo hội ủng hộ đường lối này. Trưởng ban vận động Thống nhất Phật giáo Việt Nam là Hòa thượng Thích Trí Thủ, lúc đó là Viện trưởng Viện hóa đạo GHPGVNTN. Theo "Hồ sơ Thống nhất Phật giáo" của Đỗ Trung Hiếu, đảng viên cán bộ được Ban Tôn giáo chính phủ giao nhiệm vụ thực hiện việc hợp nhất Phật giáo thì Giáo hội mới sẽ nằm dưới sự chỉ đạo của Đảng Cộng sản Việt Nam.
Tuy nhiên nhiều thành viên khác của Giáo hội Thống nhất không chấp nhận tổ chức GHPGVN và bị chính phủ ép giải tán nhưng không qua văn bản chính thức của chính phủ. Ngày 24 tháng 2 năm 1982, Ủy ban Nhân dân thành phố Hồ Chí Minh ra Quyết định trục xuất hai Hoà thượng Thích Huyền Quang, Thích Quảng Độ về quản chế tại quê quán Quảng Ngãi và Thái Bình, không qua sự xét xử của toà án.
Ngày 7-7 cùng năm, chùa Ấn Quang là trụ sở của GHPGVNTN bị cưỡng chiếm. Toàn bộ tư liệu, hồ sơ của Viện Hoá Đạo bị đốt sạch trong năm ngày mới hết. Mất trụ sở trong nước nhưng vẫn còn trụ sở ở các châu lục hải ngoại và đặc biệt nhân sự trong nước vẫn còn nên GHPGVNTN vẫn đưa ra những giáo chỉ, quyết định, bổ nhiệm nhân sự.

## Thời kỳ khôi phục

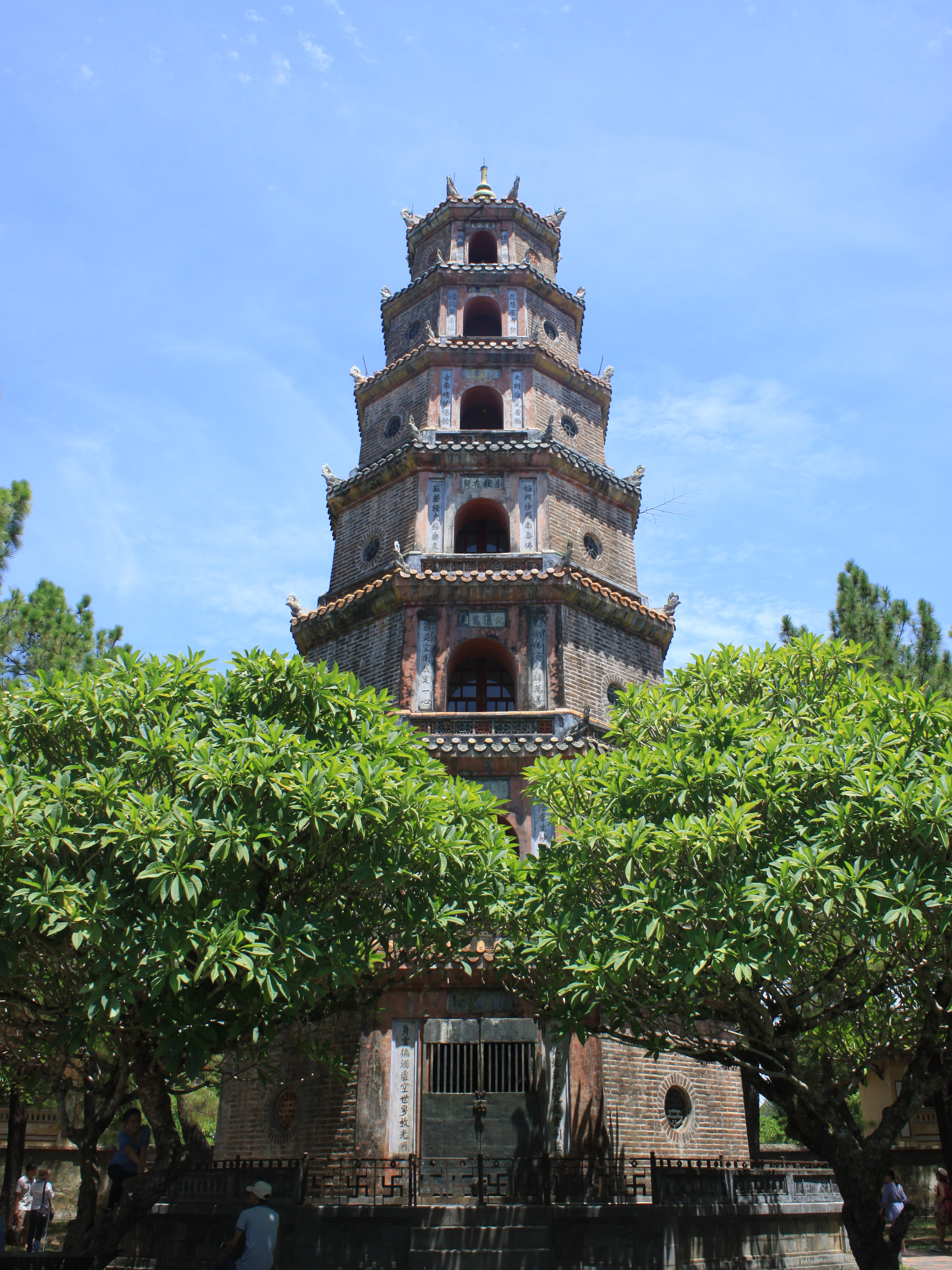
Tháp Phước Duyên, chùa Thiên Mụ, nơi trụ trì của Hòa thượng Thích Đôn Hậu, đệ Tam tăng thống của Giáo hội

Bước sang thời kỳ Đổi Mới của thập niên 1990 tại Việt Nam, Hòa thượng Thích Đôn Hậu, nhân danh Viện Tăng thống, trụ trì chùa Thiên Mụ của Giáo hội Phật giáo Việt Nam Thống nhất, ông hiệu triệu Phật tử Việt Nam toàn cầu khôi phục lại Giáo hội dưới hiến chương 1964. Chúc thư ông đề ngày 15 tháng 11 năm 1991.
Hòa thượng Thích Huyền Quang tiếp nhiệm năm 1992 làm Xử lý Viện Tăng thống khi Hòa thượng Đôn Hậu viên tịch; năm 2003 Thích Huyền Quang được tôn là Đệ Tứ Tăng thống và càng phấn đấu hơn để phục hoạt Giáo hội Thống nhất kể cả việc đối đầu với chính phủ Việt Nam.
Vì thực hiện và phổ biến Di chúc hòa thượng Thích Đôn Hậu, chư Tăng chùa Linh Mụ bị đàn áp dữ dội, đưa tới cuộc biểu tình bốn mươi nghìn Phật tử Huế xuống đường ngày 24 tháng 5 năm 1993 đòi hỏi nhân quyền và tự do tôn giáo. Đây là cuộc biểu tình lớn nhất chưa hề có dưới thể chế nước Cộng Hòa Xã Hội Chủ nghĩa Việt Nam.

### Hoạt động quốc nội
Giáo hội yêu cầu được quyền sinh hoạt tôn giáo mà không chịu sự chỉ đạo của chính phủ nhưng không được. Điển hình là tháng 5 năm 1994 khi giáo hội tổ chức cứu trợ đồng bào tỵ nạn bão lụt miền Tây thì chính quyền ra lệnh bắt phái đoàn gồm 60 tăng ni và 300 Phật tử. Trong vụ này Hòa thượng Thích Quảng Độ bị kết án năm năm, Thượng tọa Thích Không Tánh, Thích Nhật Ban và cư sĩ Nhật Thường bị ba đến năm năm tù.
Vì đã mất cơ sở cũ, Giáo hội lấy tu viện Nguyên Thiều ở Bình Định, nơi trụ trì của Đức Tăng thống và thiền viện Thanh Minh ở Phú Nhuận, nơi trụ trì của Viện trưởng Viện Hóa đạo để điều hành sinh hoạt.
Mặc dù ngày 2 tháng 4 năm 2003, Thủ tướng Phan Văn Khải tiếp Hoà thượng Thích Huyền Quang, xin Hòa thượng hỉ xả cho chuyện đã qua, vì cán bộ cấp địa phương làm sai. Nhưng mọi hoạt động của 20 Ban Đại diện Giáo hội tại các tỉnh thành đều tiếp tục bị cấm. Chùa Giác Minh của Hoà thượng Thanh Quang ở Đà Nẵng bị phong toả thường trực, các Đại lễ Phật Đản, Vu Lan hay Tết bị ngăn cấm tổ chức.
Năm 2008 thì Giáo hội chỉ còn văn phòng điều hành ở các tỉnh sau đây: Quảng Trị, Thừa Thiên – Huế, Quảng Nam – Đà Nẵng, Bình Định, Phú Yên, Lâm Đồng, Đồng Nai, Bà Rịa – Vũng Tàu, Tiền Giang.
Tính đến năm 2013, khoảng 10% các cơ sở trước năm 1975 của Giáo hội Thống nhất còn thuộc quyền đảm nhiệm của Giáo hội. Số còn lại 90% đã bị chính quyền giao cho Giáo hội Phật giáo Việt Nam quản lý.
Vùng Sài Gòn-Gia Định cũ thì đến năm 2014 chỉ còn mỗi chùa Liên Trì ở Thủ Thiêm nhưng cũng bị áp lực giới chức địa phương đòi giải tỏa, theo lời vị sư trụ trì Thích Không Tánh thì nguyên do là để trấn áp giáo hội và phong trào xã hội dân sự nói chung.

### Hoạt động ở hải ngoại
Nhằm đáp ứng Thông Điệp năm 1991 của HT. Thích Đôn Hậu, cũng như lời kêu gọi của HT. Thích Huyền Quang, Quyền Viện trưởng VHĐ năm 1992, lúc bấy giờ nhiều tổ chức Phật giáo người Việt ở hải ngoại và châu lục trên thế giới đã thành lập từ sau năm 1975-1992 đều lần lượt gia nhập hoặc được hợp thức hóa trở thành trực thuộc GHPGVNTN.
Giáo Hội Phật Giáo Việt Nam Thống Nhất Âu Châu thành lập năm 1990, do Hòa thượng Thích Minh Tâm (1940-2013), chủ tịch Giáo hội ở Âu châu.
Giáo Hội Phật Giáo Việt Nam Thống Nhất Hải Ngoại tại Hoa Kỳ thành lập năm 1988, gia nhập năm 1992 và trở thành Văn Phòng II, Viện Hóa Đạo, trụ sở chánh văn phòng đại diện tại Phật Học Viện Quốc Tế. Tuy nhiên, do Giáo chỉ số 9 nên GHPGVNTN Hải ngoại tại Hoa Kỳ bi phân hóa, một số Tăng Ni tách ra và thành lập GHPGVNTN Hoa Kỳ vào năm 2008, do Hòa thượng Thích Trí Chơn làm Chủ tịch.
Giáo Hội Phật Giáo Việt Nam Thống Nhất Hải Ngoại tại Canada thành lập ngày 10 & 11.10.1992.

Giáo Hội Phật Giáo Việt Nam Thống Nhất tại Úc Đại Lợi và Tân Tây Lan thành lập năm 1992, là hậu thân của Tổng Hội Phật Giáo Việt Nam tại Úc châu thành lập năm 1981.

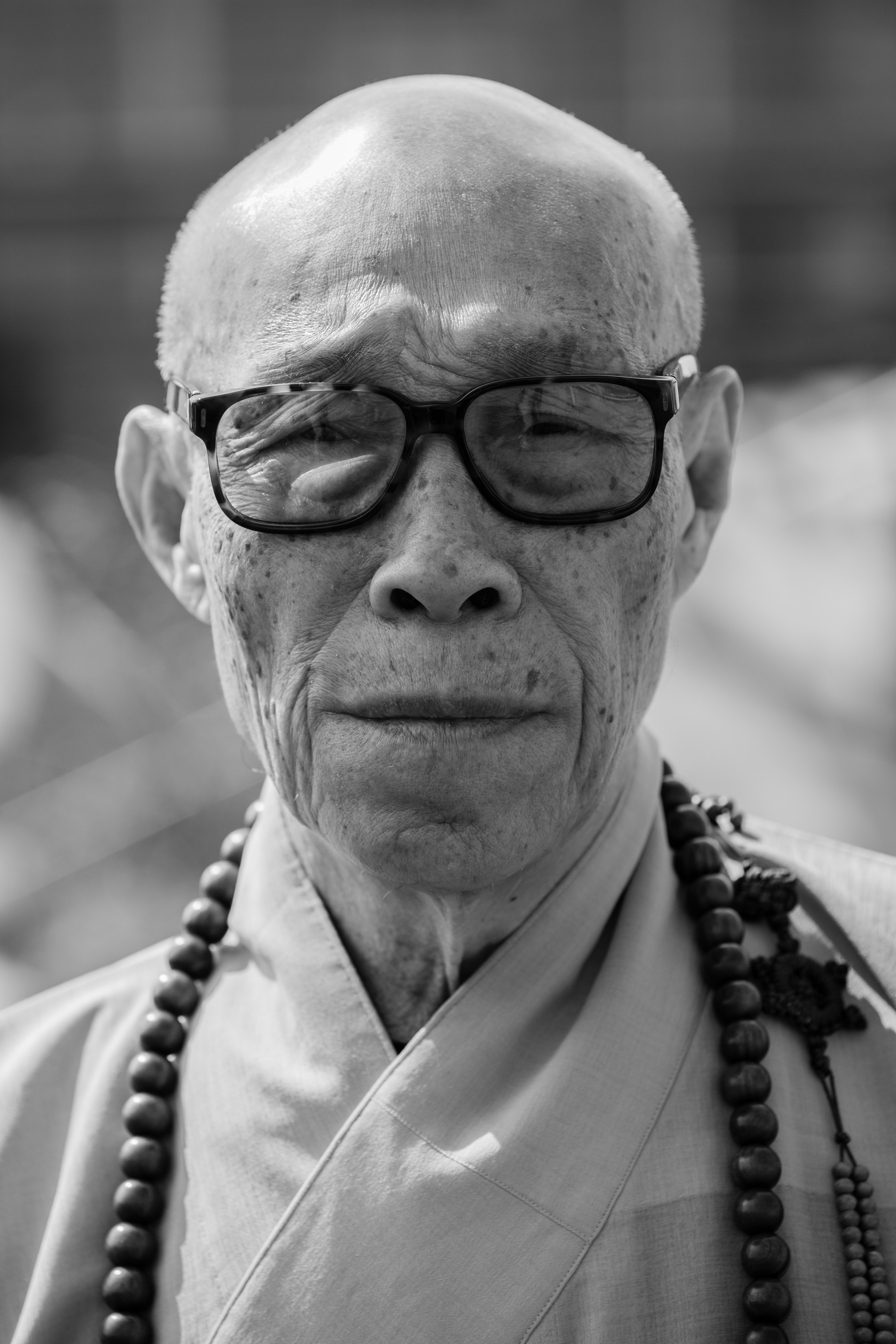
Hòa thượng Thích Minh Tâm (1940-2013), chủ tịch Giáo hội ở Âu châu.

Những ngày lễ Phật giáo Giáo hội đều tổ chức nghi lễ, nhất là lễ Phật đản thì có diễn hành xe hoa trên đường phố.
Ngoài hoạt động Phật sự, Giáo hội còn lên tiếng về những vấn đề xã hội trong cũng như ngoài nước như lời tuyên cáo lập trường về hành động xâm lấn của Trung Quốc ở Biển Đông vào Tháng Sáu năm 2011.

### Sự kiện Giáo chỉ số 9
Vào cuối năm 2007, Giáo hội Phật giáo Việt Nam Thống nhất lại có sự chia rẽ và phân hóa sâu sắc sau khi Đại lão Hòa thượng Thích Quảng Độ, để thi hành Giáo chỉ số 9 của Đức Đệ Tứ Tăng thống Thích Huyền Quang, đã ra bản Thông bạch thành lập cơ cấu mới của Giáo hội tại Hoa Kỳ, Canada, Âu châu, Úc châu và New Zealand gồm những thành viên mà ông cho là trung kiên theo đường lối dân tộc và Phật giáo của Giáo hội Phật giáo Việt Nam Thống nhất, nhiều thành viên cũ bị loại bỏ.
Tại hải ngoại, phản ứng của một số tăng ni Phật tử thì cho rằng Giáo chỉ số 9 là tiếm xưng. Nội dung giáo chỉ số 9 và thông bạch xuất hiện vào năm 2007-2008 loại bỏ hầu hết tăng ni Phật tử hải ngoại ra khỏi giáo hội, chỉ còn một vài cơ sở như chùa Diệu Pháp tại California (Thích Viên Lý trụ trì), Phòng thông tin Phật giáo quốc tế (do Võ Văn Ái làm giám đốc), chùa Như Lai (Thích Chánh Lạc), Chùa Pháp Vân (Thích Hộ Giác và Giác Đẳng) và Thích Thiện Tâm ở Canada.

### Sự kiện Giáo chỉ số 10
Ngày 9 tháng 12 năm 2013, Hòa thượng Thích Quảng Độ ra Giáo chỉ số 10 thông báo chấm dứt chức vụ Viện trưởng Viện Hóa đạo của Thích Viên Định, và Chủ tịch Văn phòng II của Thích Viên Lý với lý do bất tuân Tăng thống, đồng thời bổ nhiệm nhân sự mới. Thành viên giáo phẩm của Giáo hội còn lại rất ít người.
Năm 2014, Thích Viên Định, Thích Viên Lý và một số người bất mãn khác cho rằng Tăng thống Thích Quảng Độ đã vượt quá quyền hạn Tăng thống, nên đã thành lập Tăng đoàn Giáo hội Phật giáo Việt Nam Thống nhất, tách khỏi giáo hội. Tăng đoàn tôn Hòa thượng Thích Thiện Hạnh (tại Huế) làm Thượng thủ, Thích Viên Định làm Viện trưởng Hội đồng điều hành, Hòa thượng Thích Chánh Lạc làm Chủ tịch Hội đồng giáo phẩm và Hòa thượng Thích Viên Lý làm Chủ tịch Hội đồng Điều hành Tăng đoàn Hải ngoại. Như vậy sau hai sự kiện Giáo chỉ số 9 và số 10, cùng với thực tế là các GHPGVNTN tại châu Úc, Mỹ, châu Âu đã hoạt động có tính độc lập, thì GHPGVNTN gần như không còn hoạt động nào rõ ràng từ sau năm 2014 và chỉ còn chi nhánh Hải ngoại là Văn phòng II với GHPGVNTN Hải ngoại tại Hoa Kỳ.

### Quyết định số 12 và Hòa thượng Tuệ Sỹ
Ngày 25/11/2018, Hòa thượng Thích Quảng Độ ban hành Quyết định số 12/TT/VTT/QĐ giải tán mọi nhân sự và chức vụ trong Ban Chỉ đạo Viện Hoá Đạo nhiệm kỳ 2018 – 2020 và tạm ngưng mọi hoạt động của Viện Hoá Đạo cho đến khi Viện Tăng thống triệu tập Đại hội bất thường GHPGVNTN công cử nhân sự mới cho Viện Hoá đạo.
Tháng 05/2019, Hòa thượng Thích Quảng Độ cung thỉnh Hòa thượng Thích Tuệ Sỹ vào hàng Trưởng lão Hội đồng Giáo phẩm Trung ương của Viện Tăng thống và thỉnh cử Hòa thượng Thích Tuệ Sỹ thay thế Đức Tăng thống ở vị trí Xử lý Thường vụ Viện Tăng thống lãnh đạo Giáo hội và thay mặt Đức Tăng thống tổ chức Đại hội Bất thường bầu cử nhân sự Giáo hội khi thuận duyên.
Vào lúc 21 giờ 20 phút ngày 22/02/2020, Đệ ngũ Tăng thống, Hòa thượng Thích Quảng Độ viên tịch tại chùa Từ Hiếu, Quận 8, TPHCM.
Ngày 20/04/2020, nhân lễ chung thất của Hòa thượng Thích Quảng Độ, Hòa thượng Thích Tuệ Sỹ phụng thừa Quyết định trở thành Xử lý Thường vụ Viện Tăng thống GHPGVNTN.
Ngày 10/05/2021, Hòa thượng Thích Tuệ Sỹ thành lập Hội đồng Hoằng pháp do Hòa thượng Thích Tuệ Sỹ làm Cố vấn Chỉ đạo, Hòa thượng Thích Như Điển làm Chánh Thư ký và Hòa thượng Thích Nguyên Siêu làm Phó Thư ký. Ngày 27/11/2021, Hội đồng Hoằng Pháp tổ chức Đại hội I thành lập Hội đồng Phiên dịch Đại tạng Lâm thời do Hòa Thượng Thích Tuệ Sỹ làm Chủ tịch, Giáo sư Trí Siêu Lê Mạnh Thát làm Cố vấn. Việc thành lập Hội đồng Hoằng Pháp có vai trò cầu nối, nối kết trở lại với các Giáo hội ở Hải ngoại.
Ngày 21/08/2022, GHPGVNTN tổ chức lễ phát nguyện và suy tôn Hội đồng Giáo phẩm Trung ương, và suy cử Hòa thượng Thích Tuệ Sỹ làm Chánh Thư ký kiêm Xử lý Thường vụ Viện Tăng thống, được cử hành tại chùa Phật Ân, huyện Long Thành, tỉnh Đồng Nai.
Ngày 28 và 29/12/2022, tại chùa Phật Ân, Hòa thượng Thích Tuệ Sỹ và Hội đồng Giáo phẩm Trung ương ban hành Quy chế tạm thời về HĐGPTW và thỉnh cử nhân sự cho Văn phòng Viện Tăng thống với hai Pháp tòa Hoằng giáo và Hoằng giới để tạm thời đảm nhiệm công việc của Viện Hóa đạo cho đến khi hội đủ thuận duyên triệu tập Đại hội bất thường để công cử nhân sự cho hai Viện Tăng thống và Hóa đạo.
Hai Pháp tòa này gồm:
1. Pháp tòa Hoằng giáo: hoằng dương Chánh pháp vì sự tăng ích và an lạc của chúng sanh.
2. Pháp tòa Hoằng giới: duy trì bản thể thanh tịnh hòa hiệp của Tăng già, giám sát Tăng sự.

Trong khi chờ đợi Đại hội bất thường để kiện toàn nhân sự Viện Hóa đạo, Văn phòng Viện Tăng thống có nhiệm vụ điều hành mọi hoạt động của Giáo hội. Thành phần Viện Tăng thống hiện hành gồm các Nhiệp sự vụ, các Phòng/Ban, điều hành bởi các Nhiếp sự trưởng, các Trưởng phòng và các Trưởng ban.
Các Nhiếp sự vụ gồm:
1. Nhiếp sự Vụ Hoằng pháp
2. Nhiếp sự Vụ Tăng sự
3. Nhiếp sự Vụ Thanh niên
4. Nhiếp sự Vụ Tại gia Học giới
5. Nhiếp sự Vụ Từ thiện (Phước nghiệp sự)

Các Phòng, Ban gồm có:
1. Phòng Hành sự
2. Ban Báo chí

Ngày 24/11/2023, Hòa thượng Thích Tuệ Sỹ viên tịch tại chùa Phật Ân sau thời gian dài điều trị.
Ngày 09/03/2024, Hòa thượng Thích Tuệ Sỹ được truy tôn làm Đệ lục Tăng thống, Hòa thượng Thích Đức Thắng được suy cử làm Chánh Thư ký kiêm Xử lý Thường vụ Viện Tăng thống.

## Danh sách Tăng thống
Theo hiến chương GHPGVNTN thì Tăng thống chính thức khi được bầu ra từ một Đại hội. Trong giai đoạn Tăng thống trước đã viên tịch mà chưa tổ chức Đại hội thì có chức danh Xử lý thường vụ viện tăng thống, thường cũng được coi như Tăng thống lâm thời.
Giáo hội Phật giáo Việt Nam Thống nhất từ khi thành lập đến nay đã có sáu vị tăng thống và trong nhiều giai đoạn có Xử lý thường vụ viện Tăng thống.
| #       | Tên (Sinh–Mất)                | Chân dung | Tại nhiệm | Tại nhiệm | Ghi chú | Nguồn  |
| #       | Tên (Sinh–Mất)                | Chân dung | Bắt đầu   | Kết thúc  | Ghi chú | Nguồn  |
| ------- | ----------------------------- | --------- | --------- | --------- | --- | ------ |
| Đệ nhất | Thích Tịnh Khiết (1890–1973)  |           | 1964      | 1973      | | [ 56 ] |
| Đệ nhị  | Thích Giác Nhiên (1878–1979)  |           | 1973      | 1979      | | [ 57 ] |
| Đệ tam  | Thích Đôn Hậu (1905–1991)     |           | 1979      | 1991      | Sau khi Đệ Nhị Tăng thống viên tịch năm 1979 cho đến 2003 không có Đại hội, do đó Hòa thượng Thích Đôn Hậu trên danh nghĩa chỉ là Chánh Thư ký kiêm Xử lý Thường vụ Viện Tăng thống, tuy nhiên trên thực tế thường được coi là Tăng thống chính thức và chính thức được suy tôn sau khi viên tịch. | [ 58 ] |
| Đệ tứ   | Thích Huyền Quang (1920–2008) |           | 2003      | 2008      | Giai đoạn 1991 đến 2003 là Xử lý thường vụ Viện Tăng thống, Đại hội 2003 tại Hải ngoại suy tôn là Tăng thống. |        |
| Đệ ngũ  | Thích Quảng Độ (1928–2020)    |           | 2011      | 2020      | Hòa thượng làm Xử lý Thường vụ Viện tăng thống từ cuối 2008 đến tháng 11 năm 2011 trong kỳ Đại hội kỳ IX của Giáo hội Phật giáo Việt Nam Thống nhất thì mới chính thức suy tôn là Đệ Ngũ Tăng thống. Ngày 30 Tháng Tám, 2013, Hòa thượng Thích Quảng Độ ra bản cáo bạch từ chức tăng thống. Tuy nhiên do sự cung thỉnh của chức sắc và Phật tử, ngày 4 tháng 9, Hòa thượng Quảng Độ đồng ý tiếp tục địa vị lãnh đạo. |        |
| Đệ lục  | Thích Chí Viên (Sinh 1943)    |           | 2020      | hiện tại  | Sau sự kiện viên tịch của Hoà thượng Quảng Độ, vào tháng 7 năm 2020, văn phòng Viện Hóa đạo tại Tu viện Long Quang, Thừa Thiên - Huế, ban hành quyết định số 03.20/HĐGPTƯ/QĐ trong đó suy tôn Hoà thượng Chí Viên (1943- nay, pháp húy Trừng Dũng, pháp hiệu Bình Chánh) làm Đệ lục Tăng thống của Giáo hội, tuy nhiên quyết định này không được sự ủng hộ từ nhiều chi phái trong Giáo hội và hầu như chỉ mang tính chất nội bộ tông phong chùa Long Quang cùng một số tự viện hải ngoại của Văn phòng II Viện Hóa đạo và không được công nhận rộng rãi. Trong khi đó, Hòa thượng Thích Tuệ Sỹ được hầu hết các chi phái trong Giáo hội cũng như các tổ chức Phật giáo Hải ngoại công nhận rộng rãi là lãnh đạo mới của Giáo hội (Chánh Thư ký kiêm Xử lý Thường vụ Viện Tăng thống do chưa được suy tôn Tăng thống) cho đến chiều ngày 9 tháng 3 năm 2024 văn phòng Chánh thư ký Viện Tăng thống ở chùa Từ Hiếu, Quận 8 đã ban hành Thông cáo Báo chí kèm Cung yết Giáo phẩm trong đó đề cập suy tôn giác linh hoà thượng Tuệ Sỹ lên ngôi vị Đệ lục Tăng thống của Giáo hội, Hòa thượng Thích Đức Thắng được suy cử làm Chánh Thư ký kiêm Xử lý Thường vụ Viện Tăng thống. Sự kiện đang được các chi phái trong Giáo hội xem xét đánh giá. |        |
| Đệ lục  | Thích Tuệ Sỹ (1943–2023)      |           | 2024      | 2024      | Sau sự kiện viên tịch của Hoà thượng Quảng Độ, vào tháng 7 năm 2020, văn phòng Viện Hóa đạo tại Tu viện Long Quang, Thừa Thiên - Huế, ban hành quyết định số 03.20/HĐGPTƯ/QĐ trong đó suy tôn Hoà thượng Chí Viên (1943- nay, pháp húy Trừng Dũng, pháp hiệu Bình Chánh) làm Đệ lục Tăng thống của Giáo hội, tuy nhiên quyết định này không được sự ủng hộ từ nhiều chi phái trong Giáo hội và hầu như chỉ mang tính chất nội bộ tông phong chùa Long Quang cùng một số tự viện hải ngoại của Văn phòng II Viện Hóa đạo và không được công nhận rộng rãi. Trong khi đó, Hòa thượng Thích Tuệ Sỹ được hầu hết các chi phái trong Giáo hội cũng như các tổ chức Phật giáo Hải ngoại công nhận rộng rãi là lãnh đạo mới của Giáo hội (Chánh Thư ký kiêm Xử lý Thường vụ Viện Tăng thống do chưa được suy tôn Tăng thống) cho đến chiều ngày 9 tháng 3 năm 2024 văn phòng Chánh thư ký Viện Tăng thống ở chùa Từ Hiếu, Quận 8 đã ban hành Thông cáo Báo chí kèm Cung yết Giáo phẩm trong đó đề cập suy tôn giác linh hoà thượng Tuệ Sỹ lên ngôi vị Đệ lục Tăng thống của Giáo hội, Hòa thượng Thích Đức Thắng được suy cử làm Chánh Thư ký kiêm Xử lý Thường vụ Viện Tăng thống. Sự kiện đang được các chi phái trong Giáo hội xem xét đánh giá. |        |

## Quan điểm chính trị
Đức Tăng Thống Thích Quảng Độ trong chuyến đi thăm của Bà Rena Bitter, Tổng lãnh sự Hoa Kỳ tại Thanh Minh Thiền viện, Thành phố Hồ Chí Minh vào ngày 17/03/2015, đã khẳng định: "Giáo hội Phật giáo Việt Nam Thống Nhất là Giáo hội có tiếng nói đối lập duy nhất tại Việt Nam để đòi hỏi nhân quyền, tự do dân chủ cho 90 triệu người dân Việt Nam và chúng tôi sẽ tranh đấu đến cùng dù phải trả với bất cứ giá nào. Lập trường của Giáo hội, là không chấp nhận chế độ độc tài toàn trị của Cộng sản."

## Tổ chức

### Trung ương
Giáo hội được chia thành hai bộ phận:
- Viện Tăng thống: trông coi hàng giáo phẩm, có thể coi như ban nội vụ; Viện này có các thành viên là Tăng sỹ. Trước năm 1975, Viện Tăng thống đặt trụ sở ở chùa Ấn Quang.[62]
- Viện Hóa đạo: đảm nhiệm liên hệ với Phật tử, tức ban ngoại vụ. Viện có các thành viên gồm tăng lữ và Cư sỹ. Trước năm 1975, Viện Hóa đạo lấy chùa Việt Nam Quốc tự làm trụ sở hoạt động.[62]

Hội đồng Lưỡng viện giám sát cả hai.

#### Hội đồng Giáo phẩm Trung ương
Hội đồng Giáo phẩm Trung ương gồm các Hòa thượng, Thượng tọa do Viện Hóa đạo đề cử hoặc Đức Tăng thống duyệt y và thỉnh mời.

#### Viện Tăng thống
Văn phòng viện Tăng Thống gồm Phó Tăng thống, các Phụ tá Đức Tăng thống, Chánh Thư ký, Phó Thư ký do Đức Tăng thống tuyển trạch trong hàng Hòa thượng và Thượng tọa của HĐGPTW.

#### Viện Hóa đạo
Lãnh đạo và điều hành hết thảy các ngành hoạt động của GHPGVNTN là Viện Hóa Ðạo.
Thành phần của Viện này gồm có:
– 1 Viện Trưởng (Tăng sỹ).
– 3 Phó Viện Trưởng (không luận Tăng sỹ, Cư sỹ, hay tông phái).
– 1 Tổng Thư ký
Trong Viện Hóa Ðạo có các Tổng vụ là:
- Tổng vụ Tăng sự.
- Tổng vụ Hoằng pháp.
- Tổng vụ Pháp sự.
- Tổng vụ Giáo dục.
- Tổng vụ Tài chánh và Kiến thiết.
- Tổng vụ Cư sỹ.
- Tổng vụ Thanh niên.

Số lượng Tổng vụ có thể thay đổi tùy vào mỗi kỳ Đại hội và sửa đổi Hiến chương.
Ðiều khiển công việc của Tổng vụ là một Tổng Ủy viên (từ năm 1966 là Tổng Vụ trưởng).
Trong mỗi Tổng vụ có các Vụ và mỗi Vụ do một Ủy viên (từ năm 1966 là Vụ trưởng) trông coi. Các Ủy viên/Vụ trưởng này do Tổng Ủy viên/Tổng Vụ trưởng đề cử và do Ðại hội GHPGVNTN bầu cử.

##### Ban Chỉ đạo và Hội đồng Viện Hóa đạo
Ban Chỉ đạo Viện Hóa đạo gồm có các thành viên
1 Viện Trưởng
2 hoặc 3 Phó Viện Trưởng
Các Tổng Vụ Trưởng
1 Tổng Thư ký
1 Phó Tổng Thư ký
1 Tổng Thủ quỹ
Ban Chỉ đạo Viện Hóa đạo do HĐGPTW đề cử, Ðại Hội GHPGVNTN bầu cử và Ðức Tăng Thống tấn phong.
Phó Tổng vụ Trưởng và Vụ Trưởng hợp cùng Ban Chỉ đạo VHĐ thành Hội đồng Viện Hóa đạo.
Ngoài thành phần Ban Chỉ đạo VHĐ còn có một Ban Cố Vấn, do HĐGPTW thỉnh mời, gồm từ 1 đến 3 vị Hòa thượng, Thượng tọa.

### Địa phương
Thời Việt Nam Cộng hòa thì 44 tỉnh thành được Giáo hội chia thành tám miền, đặt tên theo các vị cao tăng Việt Nam:
1. Miền Vạn Hạnh: Bắc duyên hải Trung phần: từ Quảng Trị đến Quảng Ngãi: Quảng Trị, Thừa Thiên, Đà Nẵng, Quảng Nam, Quảng Tín, và Quảng Ngãi.
2. Miền Liễu Quán: Nam duyên hải Trung Phần: từ Bình Định đến Bình Thuận: Bình Định, Phú Yên, Khánh Hòa, Cam Ranh, Ninh Thuận, và Bình Thuận.
3. Miền Khuông Việt: Cao nguyên Trung phần: từ Kontum đến Quảng Đức (nay là 5 tỉnh Tây Nguyên): Kontum, Pleiku, Phú Bổn, Darlac, Tuyên Đức, Quảng Đức và Lâm Đồng.
4. Miền Khánh Hòa: Miền Đông Nam Phần: từ Phước Long, Bình Tuy xuống đến Long An: Phước Long, Long Khánh, Bình Tuy, Bình Long, Bình Dương, Biên Hòa, Phước Tuy, Tây Ninh, Hậu Nghĩa, Gia Định và Long An.
5. Miền Huệ Quang: Miền Tây Nam phần Tiền Giang: Kiến Tường, Định Tường, Kiến Hòa, Kiến Phong, Sa Đéc, Vĩnh Long và Vĩnh Bình.
6. Miền Khánh Anh: Miền Tây Nam phần Hậu Giang: Châu Đốc, An Giang, Phong Dinh, Ba Xuyên, Kiên Giang, Chương Thiện, Bạc Liêu và An Xuyên.
7. Miền Quảng Đức: Thủ đô Sài Gòn, trực thuộc Viện Hóa Đạo.
8. Miền Vĩnh Nghiêm: Phật tử Miền Bắc di cư và đại diện cho cả Miền Bắc tuy trên thực tế Miền Bắc dưới sự kiểm soát của Việt Nam Dân chủ Cộng hòa không giữ liên lạc với Giáo hội.

Ở cấp Miền và cấp tỉnh Giáo hội lập Ban Đại diện, đôi khi xuống đến cấp quận tùy theo nhu cầu.

### Hải ngoại
Ở hải ngoại trước năm 1975 thì Giáo hội có 11 chi bộ trực thuộc Viện Hóa đạo gồm các nước Anh, Ấn Độ, Canada, Cao Miên, Đức, Lào, Mỹ, Nhật, Pháp, Thái Lan, Thụy Sĩ.
Từ năm 1993, dưới sự kêu gọi phục hoạt của Hòa thượng Thích Đôn Hậu, các Chi bộ Hải ngoại được thành lập hoạt động độc lập dưới tên Giáo hội Phật giáo Việt Nam Thống nhất Hải ngoại tại các quốc gia hoặc châu lục mà thành viên Giáo hội hoạt động. Hiện tại ở Hải ngoại có Giáo hội các Quốc gia, Châu lục: GHPGVNTN Hoa Kỳ, GHPGVNTN Hải ngoại tại Úc và Tân Tây Lan và GHPGVNTN Hải ngoại tại Canada và GHPGVNTN Âu châu. Các Giáo hội này liên kết lại thành GHPGVNTN Liên châu. Cấu trúc chung của các Giáo hội này gồm có 2 Hội đồng: Hội đồng Giáo phẩm (hoặc Hội đồng Chứng minh): giống như Viện Tăng thống, đứng đầu Hội đồng này là vị Chủ tịch hoặc không có, toàn thể Tăng Ni trong Hội đồng có vai trò bảo trợ, cố vấn cho Giáo hội và Hội đồng Điều hành: giống như Viện Hóa đạo với các Tổng Vụ như của Viện Hóa đạo, đứng đầu Hội đồng này là vị Chủ tịch, tương đương Viện Trưởng Viện Hóa đạo.